# سباستین پاتریس
سباستین پاتریس (فرانسوی: Sébastien Patrice‎؛ زادهٔ ۷ آوریل ۲۰۰۰) شمشیرباز اهل فرانسه است.
وی در مسابقات کشوری و بین‌المللی در مجموع برندهٔ ۲ مدال برنز شده است.